# Faufau (cràter)
Faufau és un cràter d'impacte en el planeta Venus de 7,8 km de diàmetre. Porta el nom d'un antropònim polinesi, i el seu nom va ser aprovat per la Unió Astronòmica Internacional el 1997.